# 天帝頌
天帝頌（日語：アドマイヤデウス），是日本及澳洲純種競賽馬匹。生涯活躍於中長途賽事，曾於2015年勝出日經新春盃及日經賞。

## 出賽前
2011年6月6日出生於北海道浦河町辻牧場，所有權歸於父系及母系馬主近藤利一旗下。
其後交由栗東訓練中心練馬師橋田滿訓練。

## 競賽生涯

### 2歲
2013年11月3日出戰京都競馬場2歲新馬戰，採取居中戰術下於直路不斷縮窄和前方的距離，最終以第三完賽。
其後出戰2歲未勝利戰，初段保持於中團位置下於對面直路末段開始發力，進入直路後逐步加速蠶食前方，最終僅未能追上領放的Jono Musashi取得亞軍。
12月15日再度出戰2歲未勝利戰，本次比賽採取較為主動的策略下於初段經已進佔第四、五左右的位置，並於出彎時成功透出。進入直路後，其於中檔位置展開猛烈的加速力，最終超越前方賽駒的同時亦能壓制Lord Fennel，以頸位優勢取得首勝。

### 3歲
2014年年初出戰條件戰梅花賞以第三完賽，但於其後的羅漢柏賞成功發揮實力奪得冠軍。
3月22日出戰若葉錦標，本次比賽重新採取居中戰術下於第三彎道稍微墮後至後方，於第四彎道時抽出外檔位置準備加速。進入直路後，其於外檔完全望空的情況下一舉衝出，超越對手之餘亦於最後關頭取得領先，最終以1馬位優勢勝出。
其後順利挑戰經典三冠的賽事，但於皋月賞及東京優駿（日本打吡）中分別以第九及第七落敗。
而於打吡賽後，其更被檢查出左前腳橈骨骨折，因而進入長期休養。

### 4歲
2015年年初以日經新春盃作為復出戰，因長期休養於賽前僅獲得第六人氣。比賽開始後，其選擇保持於約莫第七左右的位置推進，並於比賽途中一直處於遮擋之下保留體力。通過最後彎道時，騎師岩田康誠並未將其抽出外檔，而是控制其閃入內欄取位，最終於減省腳程的幫助下成功轟出優秀的末腳速度，於最後關頭超越Hula Bride取得首個分級賽冠軍。

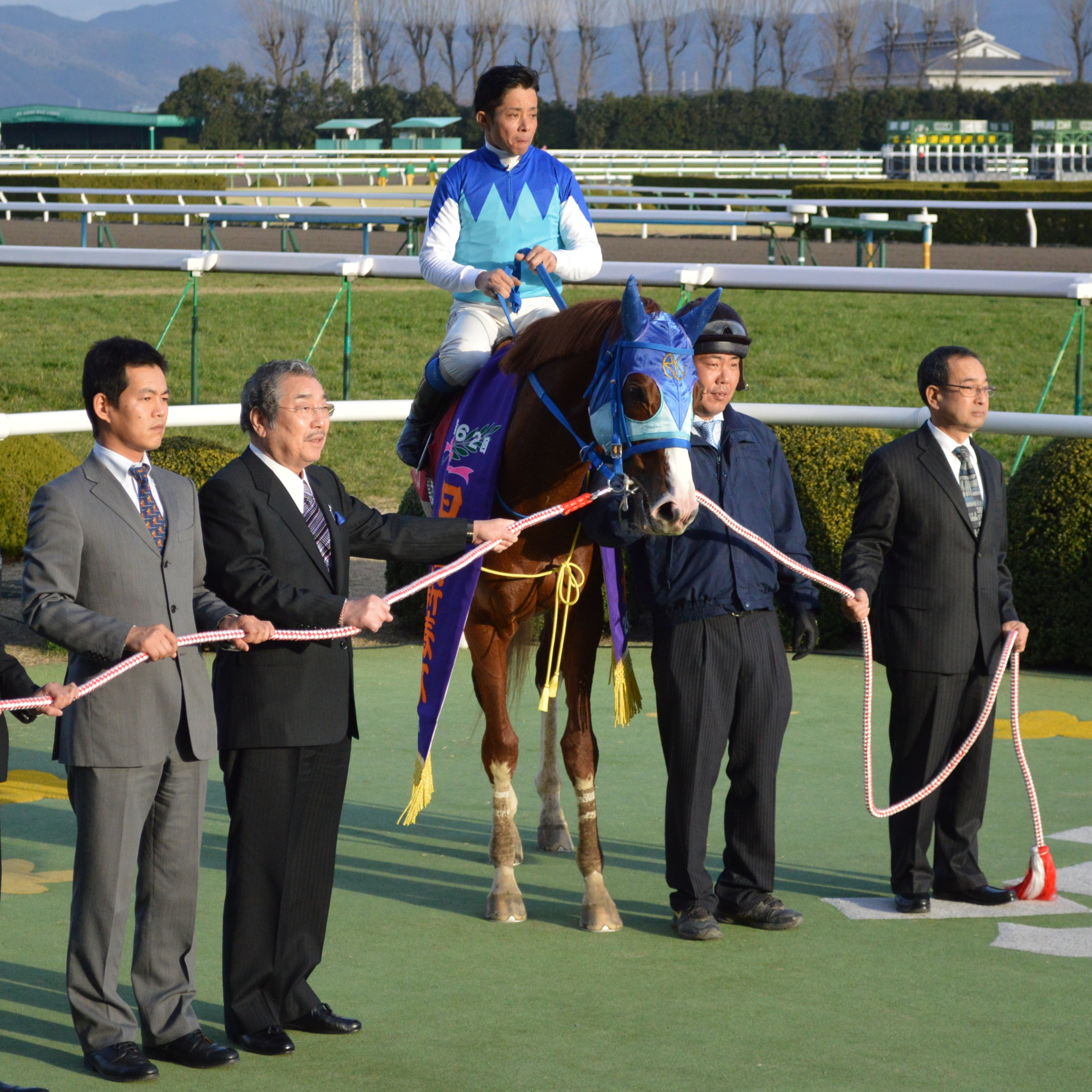
日經新春盃頒獎儀式

3月28日繼續出戰日經賞，本次比賽其策略與日經新春盃時大致相同，於前半段採取居中的姿態下在最後彎道取得良好的位置。進入直路後，其於外檔位置迅速加速爬升，最終超越前方的凱旋芭蕾並阻止北港勇駿的追擊，拉開1 3/4馬位取得分級賽連勝。
於取得優先出賽權的情況下挑戰春季天皇賞，但因於賽事途中出現輕微剝離性骨折的未能發揮表現，最終以第十五大敗。
休養過後於秋季挑戰古馬三冠的未能回復狀態，三場賽事均無法跑出入板的戰績。

### 5歲
調整過後於2016年2月重返賽場出戰京都紀念，比賽途中一直維持穩定的節奏推進，可惜於直路上的速度未及其他對手，於無法追上里見皇冠的情況下再被真摰演說超越，最終僅能獲得第三。
3月增程挑戰阪神大賞典，雖然本次比賽的取位較京都紀念時前並能於進入直路時候稍為透出，但礙於於直路中段過於均速而未能壓制對手，最終敗於高尚駿逸及喜氣洋溢再度以第三完賽。
其後再度挑戰春季天皇賞，但於直路上不斷失速之下被其他對手超越，最終以第九落敗。
秋季復出後雖然於京都大賞典以前置戰術搭配直路上不俗的表現跑獲亞軍，但其後出戰秋季天皇賞僅跑獲第六，於有馬紀念更再度因為失速而以第十一大敗。

### 6歲
2017年年初，其被轉往同為栗東訓練中心練馬師梅田智之的馬房。
轉廄後繼續遵從長途的路線，出戰日經賞及春季天皇賞時候表現雖有好轉，但仍然未能取得勝利，分別以第三及第四完賽。
8月10日，陣營決定取消其於日本中央競馬會的賽駒註冊並將其轉籍澳洲，進入當地練馬師練馬師韋爾和的馬房。
到達澳洲後，其原定以考菲爾德盃及墨爾本盃作為目標備戰。但於10月17日的訓練途中出現韌帶受傷的狀況而需退賽並進入治療。
11月25日，其於治療途中因傷勢過重而死亡，享年僅6歲。

### 詳細賽績
| 日期       | 舉辦國家 | 馬場 | 距離   | 級別 | 賽事名稱   | 負重 | 騎師     | 馬號 | 出馬 | 名次 | 時間   | 頭馬（二馬）    |
| ---------- | -------- | ---- | ------ | ---- | ---------- | ---- | -------- | ---- | ---- | ---- | ------ | --------------- |
| 3/11/2013  | 日本     | 京都 | 草1800 |      | 2歲新馬    | 55   | 和田龍二 | 14   | 16   | 3    | 1:50.7 | Ultimatum       |
| 23/11/2013 | 日本     | 京都 | 草2000 |      | 2歲未勝利  | 55   | 和田龍二 | 11   | 18   | 2    | 2:01.1 | Jono Musashi    |
| 15/12/2013 | 日本     | 阪神 | 草2000 |      | 2歲未勝利  | 55   | 岩田康誠 | 6    | 14   | 1    | 2:04.5 | （Lord Fennel） |
| 1/2/2014   | 日本     | 京都 | 草2400 |      | 梅花賞     | 56   | 和田龍二 | 9    | 13   | 3    | 2:26.8 | Yamano Wizard   |
| 22/2/2014  | 日本     | 小倉 | 草2000 |      | 羅漢柏賞   | 56   | 丸山元氣 | 1    | 09   | 1    | 1:59.6 | （Champagne）   |
| 22/3/2014  | 日本     | 阪神 | 草2000 | OP   | 若葉錦標   | 56   | 岩田康誠 | 3    | 12   | 1    | 2:01.4 | （全勝時期）    |
| 20/4/2014  | 日本     | 中山 | 草2000 | GI   | 皋月賞     | 57   | 岩田康誠 | 6    | 18   | 9    | 2:00.2 | 明媚島          |
| 1/6/2014   | 日本     | 東京 | 草2400 | GI   | 東京優駿   | 57   | 岩田康誠 | 4    | 17   | 7    | 2:25.1 | 天下唯一        |
| 18/1/2015  | 日本     | 京都 | 草2400 | GII  | 日經新春盃 | 55   | 岩田康誠 | 4    | 18   | 1    | 2:24.8 | （Hula Bride）  |
| 28/3/2015  | 日本     | 中山 | 草2500 | GII  | 日經賞     | 56   | 岩田康誠 | 6    | 12   | 1    | 2:30.2 | （凱旋芭蕾）    |
| 3/5/2015   | 日本     | 京都 | 草3200 | GI   | 春季天皇賞 | 58   | 岩田康誠 | 17   | 17   | 15   | 3:17.5 | 黃金船          |
| 1/11/2015  | 日本     | 東京 | 草2000 | GI   | 秋季天皇賞 | 58   | 岩田康誠 | 18   | 18   | 11   | 1:59.2 | 朗日清天        |
| 29/11/2015 | 日本     | 東京 | 草2400 | GI   | 日本盃     | 57   | 岩田康誠 | 17   | 18   | 16   | 2:25.9 | 湘南魔瓶        |
| 27/1/2015  | 日本     | 中山 | 草2500 | GI   | 有馬紀念   | 57   | 岩田康誠 | 5    | 16   | 7    | 2:33.3 | 黃金伶人        |
| 14/2/2016  | 日本     | 京都 | 草2200 | GII  | 京都紀念   | 57   | 岩田康誠 | 2    | 15   | 3    | 2:18.2 | 里見皇冠        |
| 20/3/2016  | 日本     | 阪神 | 草3000 | GII  | 阪神大賞典 | 57   | 岩田康誠 | 2    | 11   | 3    | 3:06.7 | 高尚駿逸        |
| 1/5/2016   | 日本     | 京都 | 草3200 | GI   | 春季天皇賞 | 58   | 岩田康誠 | 6    | 18   | 9    | 3:15.9 | 北部玄駒        |
| 10/10/2016 | 日本     | 京都 | 草2400 | GII  | 京都大賞典 | 56   | 岩田康誠 | 3    | 10   | 2    | 2:25.5 | 北部玄駒        |
| 30/10/2016 | 日本     | 東京 | 草2000 | GI   | 秋季天皇賞 | 58   | 岩田康誠 | 6    | 15   | 6    | 1:59.9 | 滿樂時          |
| 25/12/2016 | 日本     | 中山 | 草2500 | GI   | 有馬紀念   | 57   | 岩田康誠 | 10   | 16   | 11   | 2:33.6 | 里見光鑽        |
| 25/3/2017  | 日本     | 中山 | 草2500 | GII  | 日經賞     | 56   | 岩田康誠 | 10   | 16   | 2    | 2:32.9 | 意式甜釀        |
| 30/4/2017  | 日本     | 京都 | 草3200 | GI   | 春季天皇賞 | 58   | 岩田康誠 | 10   | 17   | 4    | 3:12.8 | 北部玄駒        |

## 血統簡介
父系尊師重道為日本賽駒，生涯於草地及泥地賽事均有表現，曾勝出包括朝日盃未來錦標及二月錦標等七項一級賽，其中更成功三連霸日本育馬場盃經典賽。祖父Timber Country爲美國賽駒，曾勝出美國三冠大賽尾關必利時錦標。
母系Royal Card為日本賽駒，生涯七戰全敗。外祖父週日寧靜是美國三冠賽雙冠馬，退役後在日本配種，在日本馬壇相當成功，贏得多項分級賽事，其子嗣贏得巨額獎金。

### 血統表
| 父線：木人系（淘金者系）           |                               |               |                 |
| 種馬 尊師重道 1999年（棗色）       | Timber Country 1992年（栗色） | 木人          | 淘金者          |
| 種馬 尊師重道 1999年（棗色）       | Timber Country 1992年（栗色） | 木人          | Playmate        |
| 種馬 尊師重道 1999年（棗色）       | Timber Country 1992年（栗色） | Fall Aspen    | Pretense        |
| 種馬 尊師重道 1999年（棗色）       | Timber Country 1992年（栗色） | Fall Aspen    | Change Water    |
| 種馬 尊師重道 1999年（棗色）       | Vega 1990年（棗色）           | 東來兵        | Kampala         |
| 種馬 尊師重道 1999年（棗色）       | Vega 1990年（棗色）           | 東來兵        | Severn Bridge   |
| 種馬 尊師重道 1999年（棗色）       | Vega 1990年（棗色）           | Antique Value | 北地舞人        |
| 種馬 尊師重道 1999年（棗色）       | Vega 1990年（棗色）           | Antique Value | Moonscape       |
| 繁殖雌馬 Royal Card 1999年（栗色） | 週日寧靜 1986年（棕色）       | Halo          | Hail to Reason  |
| 繁殖雌馬 Royal Card 1999年（栗色） | 週日寧靜 1986年（棕色）       | Halo          | Cosmah          |
| 繁殖雌馬 Royal Card 1999年（栗色） | 週日寧靜 1986年（棕色）       | Wishing Well  | Understanding   |
| 繁殖雌馬 Royal Card 1999年（栗色） | 週日寧靜 1986年（棕色）       | Wishing Well  | Mountain Flower |
| 繁殖雌馬 Royal Card 1999年（栗色） | Admire Lapes 1992年（栗色）   | Be My Guest   | 北地舞人        |
| 繁殖雌馬 Royal Card 1999年（栗色） | Admire Lapes 1992年（栗色）   | Be My Guest   | What a Treat    |
| 繁殖雌馬 Royal Card 1999年（栗色） | Admire Lapes 1992年（栗色）   | Elevate       | Ela-Mana-Mou    |
| 繁殖雌馬 Royal Card 1999年（栗色） | Admire Lapes 1992年（栗色）   | Elevate       | Sunny Valley    |
| 雌系：Sunny Valley系（號族：1-l）  |                               |               |                 |
| 五代內近親交配：北地舞人 4×4       |                               |               |                 |

## 命名由來
名字中，Admire（アドマイヤ）是馬主近藤利一的冠名，帶有仰慕、讚賞、尊重等意思，Deus（デウス）於拉丁語中有代表神或上帝的意思，香港則結合兩部分，採用「天帝頌」作為翻譯。

## 外部連結
- 天帝頌 netkeiba.com （页面存档备份，存于）
- 血統表